# Lopini Paea

a Compétitions nationales et continentales officielles uniquement.

b Matchs officiels uniquement.
Lopini Paea, né le 19 avril 1984 à Auburn, est un joueur de rugby à XIII fidjien évoluant au poste de pilier. Il fait ses débuts professionnels sous les couleurs des Sydney Roosters en 2003 en National Rugby League avant de rejoindre en 2011 la Super League et les Dragons Catalans. Parallèlement, il a revêtu le maillot de la sélection tongienne lors de la Coupe du monde 2008.Lopini Paea travaille aussi comme plombier dans sa ville.

## Palmarès
- 2010 : Finaliste de la National Rugby League avec les Sydney Roosters.
- 2004 : Finaliste de la National Rugby League avec les Sydney Roosters.
- 2003 : Finaliste de la National Rugby League avec les Sydney Roosters.